# La vera storia
La vera storia ("Den sanna historien") är en opera i två akter med musik av Luciano Berio och text av Italo Calvino. Den uruppfördes den 9 mars 1982 på La Scala i Milano.

## Om verket
Berio hade redan börjat arbeta på sitt verk innan han frågade Calvino om ett libretto. Akten är uppbyggd av tre interagerande och tätt relaterade nivåer. Den första handlar om en fest manifesterad i fyra stora kördelar som visar det sociala livet i all dess ambivalens: anarkistisk hänförelse, sadism i form av allmän avrättning, motstånd mot en förtryckarregim och, när det motståndet har slagits ned av regimen, stoisk resignation. I denna ramberättelse använder Berio och Calvino individuella huvudroller för att visa fram de konventionella, stereotypa operarollerna under 1800-talet. Rollerna har namn men inte mycket mer. De agerar utifrån en serie av situationer vars känslomässiga natur är tagna på stort allvar men oförskönade genom narrativa detaljer. Berio återberättar Verdis opera Trubaduren i paradigmatiska situationer, till exempel grundkonflikter och känslor. Ett barn blir stulet genom en hämndaktion, två bröder - en mäktig, en kraftlös - kämpar om en passiv hjältinnas kärlek. Musiken medverkar till den analytiska processen: karaktärerna som förknippas med kraft sjunger klara och viktiga rader medan de vilkas omständigheter förhindrar chansen till kraft förenar sig i melismatiska texter av rik poesi. 
I andra akten återberättar han skenbart första aktens händelser. Texten är knappt ändrad men det är däremot den musikaliska och sceniska framställningen. Det som skenbart börjar entydigt, visar sig kunna ifrågasättas genom att händelsen återberättas på annat sätt. Berio ställer frågan: "Var finns då den sanna historien? I första eller andra delen?" Hans svar lyder: "Jag vet inte. Kanske i en imaginär tredje, ännu sannare del..." Akt II:s polisstat är regimens makt överskuggande. Solidariteten från akt I har tystnats och kören är nästan tyst. Där förut individer vågade höja rösten har de nu förvandlats till namnlösa förbipasserande.

## Roller
- Ada (mezzosopran)
- Leonora (sopran)
- Ugo (tenor)
- Luca (tenor)
- Ivo (baryton
- Den dömde (basstämma)
- Kommendanten (baryton)
- Präst (tenor)
- Två skillingtryckssångerskor (mezzo och alt)
- Fyra förbipasserande (skådespelare)
- Mimare, dansare, akrobater

## Handling
Akt I
Under en fest låter en tyrann tillfångata och avrätta en man. Den mördades syster rövar som hämnd bort en av befälhavarens söner men kan inte förmå sig att döda denne utan uppfostrar honom som sin egen son. Tyrannen dör och hans andre son övertar regentskapet. Bröderna vet inget om varandra men förälskar sig i samma kvinna och kämpar mot varandra på liv och död.
Akt II
Under en fest - eller är det ett uppror? - tillfångatas och avrättas en man. Ett barn rövas bort - av kärlek eller av hämndlystnad? Varför strider två män om en kvinna? Är det av kärlek eller är alltsammans bara en förevändning? Men varför?